# Соната для фортепиано № 28 (Бетховен)
Соната для фортепиано № 28 ля мажор, op. 101, написана Бетховеном в 1816 году и опубликована год спустя с посвящением баронессе и талантливой пианистке Доротее Цецилии Эртманн.
В сонате четыре части:
1. Etwas lebhaft, und mit der inngsten Empfindung. (Allegretto, ma non troppo)
2. Lebhaft. Marschmaessig. (Vivace alla marcia)
3. Langsam und sehnsuchtsvoll. (Adagio, ma non troppo, con affetto)
4. Geschwind, doch nicht zu sehr und mit Entschlossenheit. (Allegro)

Современники Бетховена положительно оценили сонату, но в дальнейшем она неоднократно вызывала споры, например, критику сонаты со стороны Вильгельма Ленца высмеял Александр Серов, высоко ценивший заключительный этап творчества композитора. Лев Толстой, который в отличие от Серова испытывал «некоторое неясное и почти болезненное раздражение от произведений последнего периода Бетховена», посчитал, что 101-я соната это «только неудачная попытка искусства, не содержащая никакого определенного чувства и поэтому ничем не заражающая».
Основанием для расхождения в оценках сонаты являются аспекты позднего периода творчества композитора, «характеризующиеся и импровизационной свободой форм, и господством углубленного психологизма философских созерцаний, и особенным вниманием к полифонии, контрапункту, и предвосхищением черт романтического искусства».